# Жехња
Жехња (слч. Žehňa) насељено је мјесто са административним статусом сеоске општине (слч. obec) у округу Прешов, у Прешовском крају, Словачка Република.

## Становништво
| Година:    | 1994. | 2004.    | 2014.    | 2024.    |
| ---------- | ----- | -------- | -------- | -------- |
| Број људи: | 674   | 859      | 1089     | 1399     |
| Разлика:   |       | +27,44 % | +26,77 % | +28,46 % |

| Година:    | 2023. | 2024.   |
| ---------- | ----- | ------- |
| Број људи: | 1353  | 1399    |
| Разлика:   |       | +3,39 % |

Према подацима о броју становника из 2024. године насеље је имало 1399 становника.